# Ноев ковчег

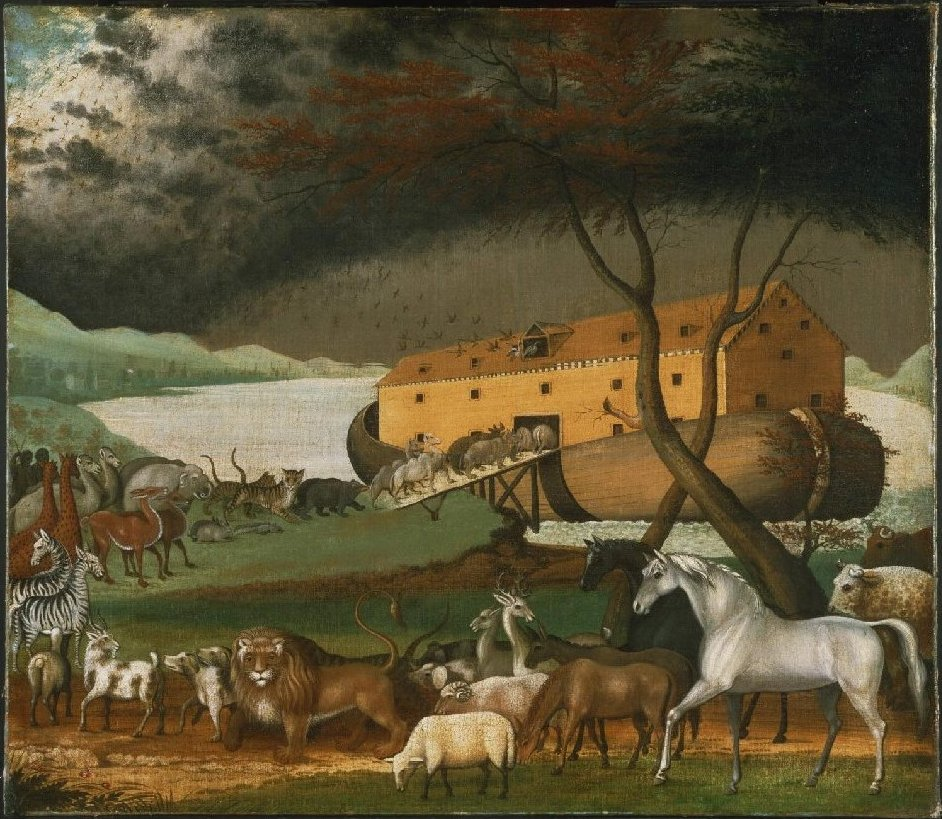
«Ноев ковчег». Художник Эдвард Хикс, 1846.

Но́ев ковче́г (в Библии ивр. תֵּבַת נֹח‎, тева́т Hóax; от ивр. תֵּבָה‎, тева́ коробка, сундук, ковчег) — судно, которое, согласно Библии, построил Ной по повелению Бога для спасения от Потопа своей семьи и всех животных.
Раннехристианские и еврейские писатели, такие как Иосиф Флавий, считали, что Ноев ковчег существовал, хотя безуспешные поиски Ноева ковчега велись, по крайней мере, со времен Евсевия (около 275—339 гг. н. э.).
Некоторые исследователи считают, что реальное (хотя и локализованное) наводнение на Ближнем Востоке потенциально могло вдохновить устные, а затем и письменные рассказы; наводнение в Персидском заливе или Черноморский потоп 7500 лет назад могли служить в качестве такого исторического протособытия.

## Библейское повествование
Повествование о Всемирном потопе содержится в первой книге Библии, Бытие. 6 — 9.
Согласно Библии, в те времена произошло большое нравственное падение человека:

И увидел Господь [Бог], что велико развращение человеков на земле, и что все мысли и помышления сердца их были зло во всякое время; и раскаялся Господь, что создал человека на земле, и восскорбел в сердце Своём
— Быт. 6:5,6
В те времена жил Ной, человек праведный и непорочный «в роде своём» (Быт. 6:9), угодный Господу.

И сказал [Господь] Бог Ною: конец всякой плоти пришёл пред лице Мое, ибо земля наполнилась от них злодеяниями; и вот, Я истреблю их с земли. Сделай себе ковчег из дерева гофер; отделения сделай в ковчеге и осмоли его смолою внутри и снаружи. И сделай его так: длина ковчега триста локтей; ширина его пятьдесят локтей, а высота его тридцать локтей. И сделай отверстие в ковчеге, и в локоть сведи его вверху, и дверь в ковчег сделай с боку его; устрой в нём нижнее, второе и третье [жильё].
— Быт. 6:13-16

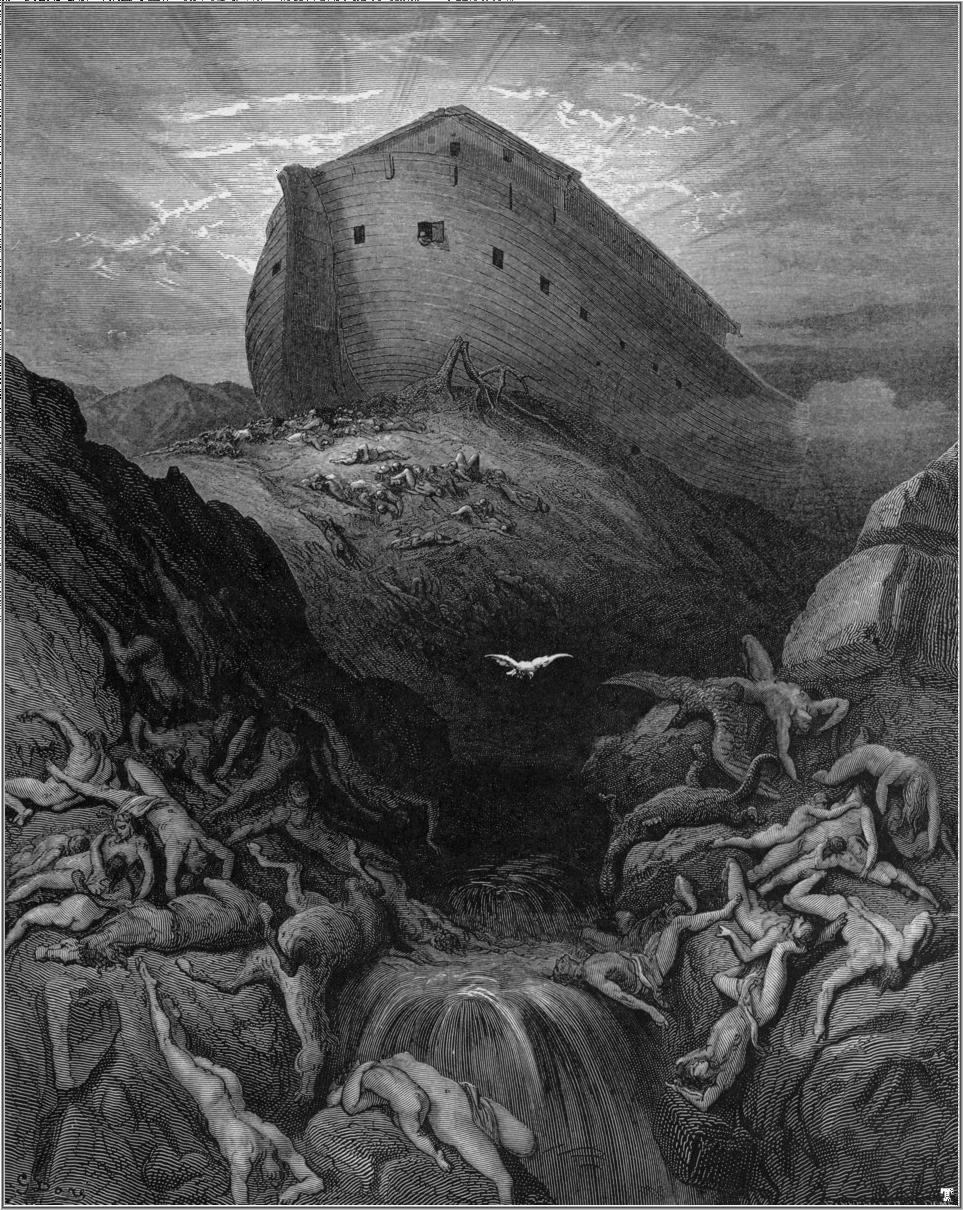
Ноев ковчег; иллюстрация Гюстава Доре

Ной сделал всё так, как повелел ему Бог. По окончании строительства сказал Бог Ною войти в ковчег со своими сыновьями и женой, и с жёнами сынов своих, и ввести также в ковчег из всех животных по семь особей чистых и по две нечистых, чтобы они остались в живых. И взять себе всякой пищи, какая необходима себе и для животных. После чего ковчег был затворён Богом.
Через семь дней (во второй месяц, в семнадцатый [27-й — согласно переводу Септуагинты] день) излился дождь на землю, и продолжалось на земле наводнение сорок дней и сорок ночей, и умножилась вода, и подняла ковчег, и он возвысился над землёю и плавал по поверхности вод. «И усилилась вода на земле чрезвычайно, так что покрылись все высокие горы, какие есть под всем небом» (Быт. 7:19). И лишилось жизни всякое существо, которое было на поверхности земли, остался только Ной и что было с ним в ковчеге.
Вода же усиливалась на земле сто пятьдесят дней, после чего стала убывать. «И остановился ковчег в седьмом месяце, в семнадцатый день месяца, на горах Араратских. Вода постоянно убывала до десятого месяца; в первый день десятого месяца показались верхи гор» (Быт. 8:4,5).
К первому дню следующего года иссякла вода на земле; и открыл Ной кровлю ковчега, и во втором месяце, к двадцать седьмому дню, земля высохла.

И сказал Бог Ною: выйди из ковчега ты и жена твоя, и сыновья твои, и жёны сынов твоих с тобою; выведи с собою всех животных <…> И не буду больше поражать всего живущего <…> И благословил Бог Ноя и сынов его и сказал им: плодитесь и размножайтесь, и наполняйте землю…
— Быт. 8:15-9:1
Согласно еврейской традиции, все даты в Библии соответствуют лунным месяцам еврейского календаря. Таким образом, Потоп продолжался на 11 дней больше лунного года, что соответствует целому солнечному году.

### Длительность строительства ковчега
К возрасту 500 лет Ной имел трёх сыновей: Сима, Хама и Иафета. Ко времени начала Потопа Ною было 600 лет. В Библии умалчивается о том, когда именно Ной приступил к работе над ковчегом, но шестая глава Бытия с описанием повеления строительства Ковчега следует после 500-летия Ноя (Быт. 5:32.)

## Упоминания в античных и средневековых источниках
Ноев ковчег упоминается Иосифом Флавием (I век н. э.) и Марко Поло (XIII век), а также в целом ряде средневековых летописей (например, в русской «Повести временных лет», 1110-е годы).
| Цитаты |
| --- |
| После того как Господь Бог предостерег [людей], Он наслал дождь, и в продолжение сорока дней беспрерывно лились потоки воды, так что она покрыла землю на пятьдесят локтей в вышину. Это было причиною того, что вообще больше (кроме Ноя с семейством) никто не спасся, так как не было средства к отступлению и бегству. Лишь сто пятьдесят дней после того, как перестал лить дождь, именно на седьмой день седьмого месяца, начала мало-помалу сбывать вода. Затем, когда ковчег остановился на вершине одной горы в Армении, а это заметил Ной, последний открыл его и, увидев около ковчега несколько суши, стал надеяться на лучшее и успокоился. Несколько дней спустя, когда вода ещё более убыла, он выпустил ворона, желая узнать, нет ли ещё где-нибудь свободной от воды и уже доступной для высадки земли. Однако тот вернулся к Ною, найдя, что ещё все покрыто водою. Через семь дней Ной выпустил с тою же целью голубя. Когда же последний вернулся к нему запачканный [землею] и неся лист маслины, то Ной увидел, что земля освободилась от воды, и, прождав ещё семь дней, выпустил из ковчега животных и сам вышел со своими домочадцами. Принеся затем жертву Господу Богу, он вместе с сородичами своими устроил жертвенный пир. Это место армяне называют «местом высадки», и до сих пор ещё туземцы показывают там остатки, сохранившиеся от ковчега. Об этом потопе и о ковчеге упоминают также все те, которые писали историю неевреев. В числе их находится и халдеянин Берос. В одном месте [своего сочинения] он высказывается следующим образом о потопе: говорят, что ещё до сих пор сохранился в Армении на горе Кордуйской остаток от этого ковчега и что некоторые берут от него смолу, пользуясь ею в большинстве случаев как средством против заболеваний. Об этом упоминает также египтянин Иероним, написавший древнейшую историю Финикии, Мнасей и некоторые другие. Равным образом и Николай Дамасский, рассказывая об этом в девяносто шестой книге, сообщает следующее: выше области Миниады находится в Армении высокая гора по имени Барис, на которой, по преданию, искало убежища и нашло спасение множество людей во время потопа. Сообщается также, что некто в ковчеге остановился на её вершине и что в продолжение долгого времени сохранялись [здесь] остатки этого судна. Быть может, это тот самый человек, о котором писал и Моисей, иудейский законодатель. — Иосиф Флавий, I век В Великой Армении, скажу вам ещё, на высокой горе — Ноев ковчег. — Марко Поло, XIII век |

## Ковчег в сказаниях других народов
Сказания о потопе встречаются в мифологии других ближневосточных народов, а также в Индии, Бирме и др. странах, однако до нас практически не дошли описания судов, на которых спасались персонажи этих сказаний.
В середине XIX века англичанин Генри Лейерд обнаружил много клинописных глиняных табличек в руинах вавилонской библиотеки в Ниневии и отправил их в Британский музей, где они хранились в запасниках. В 1872 году сотрудник музея Джордж Смит расшифровал их — на них был записан Эпос о Гильгамеше. Смит обнаружил сходство между «Эпосом о Гильгамеше» и библейской историей о Ное. После этого на территории Ирака археологические экспедиции обнаружили следы большого наводнения с датировкой не менее 5000 лет назад. Потоп также описан в более раннем Сказании об Атрахасисе. В обоих текстах герой строит судно и спасается от наводнения.
В 2010 году исследователь Ирвинг Финкель из Британского музея обнаружил клинописную табличку с описанием сказания об Атрахасисе, в которой между прочим сообщалось и о форме корабля. Табличка датируется примерно 1700 годом до н. э. По тексту судно, на котором спасся Атрахасис, было круглым и сделанным из тростника, о размерах этого судна ничего не говорится. Согласно рассказу, сообщивший Атрахасису о грядущем потопе Бог, велел ему разрушить его жилище и сделать из тростника круглый корабль, длина и ширина которого были бы равны («оставь имущество и спаси жизнь!»). После строительства Атрахасис зашёл внутрь и велел оставшемуся снаружи слуге законопатить вход, таким образом сумев спастись от наводнения.

## Поиски ковчега Ноя

### История поисков

#### На горе Арарат

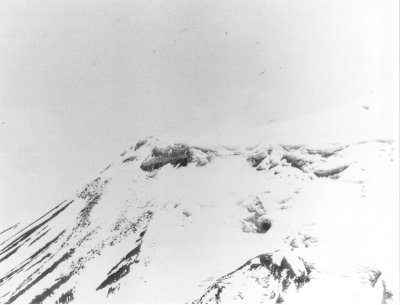
Фотография Араратской аномалии, сделанная разведывательным управлением Минобороны США в 1949 году.

- Согласно армянскому историку Фавстосу Бузанду (V век), святой Иаков Низибийский (арм. Акоп Мцбнеци), желавший найти Ноев ковчег, предпринимал попытку восхождения на гору Арарат, но на самом трудном месте возле вершины он почувствовал крайнюю усталость и заснул. Тогда ему явился ангел Божий и положил перед ним кусок Ноева ковчега, сказав, что он не должен больше стараться увидеть ковчег. Тогда Иаков встал, взял этот кусок и спустился с горы[7]. Впоследствии эта доска была размещена в Эчмиадзинском монастыре, где находится и поныне. На месте, где, согласно поверью, Иаков получил этот фрагмент, позже был воздвигнут монастырь Святого Иакова[8].

- В XIX и XX веках на горе Арарат побывали экспедиции, и, хотя ни одна из них не обнаружила Ноева ковчега, многие из исследователей утверждали, что видели нечто, идентифицированное как его остатки[9].

- В 1887 году Джон Джозеф, называвший себя принцем Нури и архиепископом Вавилона, сообщил, что нашёл останки ковчега на Арарате. Спустя шесть лет он пытался организовать экспедицию, чтобы разобрать Ковчег и доставить его на всемирную выставку в Чикаго. Это ему не удалось, так как те, к кому он обращался, посчитали слишком великим риск, связанный со столь длительным путешествием, и что будут слишком большие расходы на его транспортировку. Критики считают сообщение Нури сомнительным из-за личности Нури, использовавшего неподтвержденные титулы и проведшего какое-то время в госпитале для умалишённых в Калифорнии[10][11].

- В 1940 году в американском журнале «New Eden» была опубликована статья, в которой сообщалось, что накануне русской революции военный летчик Владимир Росковитский и его товарищ при облете вокруг горы Арарат увидели огромное судно, лежащее на берегу озера, расположенного на высоте 14 тысяч футов. О находке было отправлено донесение российскому правительству, царь направил две специальные роты солдат из 150 человек для восхождения на гору, которые почти через месяц достигли ковчега, сделали точные измерения и множество фотографий. В ковчеге оказались сотни небольших комнат и несколько больших помещений. Затем в статье сообщалось, что через несколько дней после того, как экспедиция послала свой отчет царю, правительство было свергнуто, и власть захватили большевики, так что отчет так и не был опубликован и, возможно, был уничтожен большевиками. Статья заканчивалась тем, что после этой находки автор рассказа и ещё трое его сослуживцев бежали в Америку. Впоследствии стало известно, что эта статья была основана на рассказе американского геолога Бенджамина Франклина Аллена, который, по его словам, получил от родственников двух военнослужащих царской армии во время Первой мировой войны информацию о том, что один русский пилот увидел подозрительное сооружение в одном из темных каньонов Арарата, на это место была отправлена пехота, которая решила, что нашла Ноев ковчег, один конец которого был погружен в небольшое болото. Геолог сообщил, что статья в журнале была опубликована без его ведома и является на около 95 % чистым вымыслом, однако некоторые подробности, сообщенные бывшими солдатами, могут быть правдой[12].

- В 1952—1955 годах французский альпинист и исследователь Фернан Наварра[13] предпринял три экспедиции на Арарат, из последней из которых он привёз остатки доски, отломанной, по его словам, от деревянного остова, предположительно являющегося Ковчегом. Он считал, что это остатки плоского дна библейского судна, верхние части которого были растащены. Наварра также утверждал, что датирование по радиоуглеродному анализу доставленного им во Францию куска дерева показало его возраст в 4489 лет[14]. Исследования, проведённые Институтом лесного хозяйства Мадрида, показали возраст дерева в 5000 лет[15]. Однако предполагается, что этот результат весьма субъективный и вариабельный. В частности, исследователи расходились в мнении насчёт того, какой именно это был вид дуба, а одна из лабораторий принципиально отказывалась рассматривать вариант, что это мог быть вид с меньшей плотностью древесины, что показало бы более молодой возраст. Данные радиоуглеродного анализа, полученные из пяти лабораторий, датировали остатки дерева от III до VIII века нашей эры[16].

- Одним из мест, где, по мнению искателей, находится ковчег, является Араратская аномалия, расположенная в нескольких сотнях метрах от места, где Фернан Наварра сделал своё открытие. Аномалия была открыта в 1949 году, когда самолёт ВВС США выполнял секретную фотографическую миссию над горой Арарат. Аномалия представляет собой объект неизвестной природы, выступающий из снега на юго-западном склоне Арарата[17]. Длина аномалии составляет около 160[18]—180 метров, ширина ― около 25—30 метров[19]. Отношение её длины к ширине близко к 6:1, как указано в ветхозаветной книге Бытия для Ноева ковчега[20]. Американский специалист по дешифрированию спутниковых данных Поршер Тэйлор предоставил снимки, сделанные со спутника IKONOS в 2000 году, и рассекреченные фотографии 1949 года группе ученых и аналитиков. Четверо экспертов заявили, что аномалия могла быть создана человеком, двое экспертов заявили, что это скала, и один эксперт назвал доказательства неубедительными[19]. На снимках со спутника, сделанных в 2003 году, отчётливо видны различия в её гладкой поверхности и окружающих горных пород, что может служить признаком их различного состава[21]. При этом директор Центра дистанционного зондирования Бостонского университета Фарук Эль-Баз считает, что аномалию можно интерпретировать как естественные формы рельефа[22].

- В 2010 году группа евангельских христианских исследователей из Турции и Китая, базирующаяся в Гонконге, сделала заявление, что она нашла остатки Ноева ковчега под снегом и вулканическими обломками на горе Арарат с вероятностью 99,9 процентов. Группа утверждает, что в 2007 и 2008 годах она обнаружила семь больших деревянных отсеков, погребенных на высоте 4000 метров над уровнем моря, недалеко от пика горы Арарат. Cъемки они произвели в октябре 2009 года[23]. Они сообщили, что радиоуглеродный анализ древесины, взятой с места находки, показал, что предполагаемому Ковчегу около 4800 лет. При этом американский биолог Тодд Вуд считает, что радиоуглеродные даты необходимо откалибровать и эта древесина должна иметь радиоуглеродную дату в несколько десятков тысяч лет, если её возраст действительно составляет 4800 лет. Он считает, что Ноев ковчег не сохранился, так как его могли использовать как строительный материал. Американский учёный Пол Зиманский считает, это мог быть храм, построенный ранними христианами в ознаменование того места, где, по их мнению, должен был находиться Ноев ковчег[24]. Официальный сайт исследовательской группы: Noahsarksearch.com. Участники группы выступают с лекциями в разных странах мира, докладывая о своей работе[25].

#### В окрестности Тендюреке

Фотография, сделанная турецким лётчиком Дюрупинаром около Тендюрека в 1957 году.

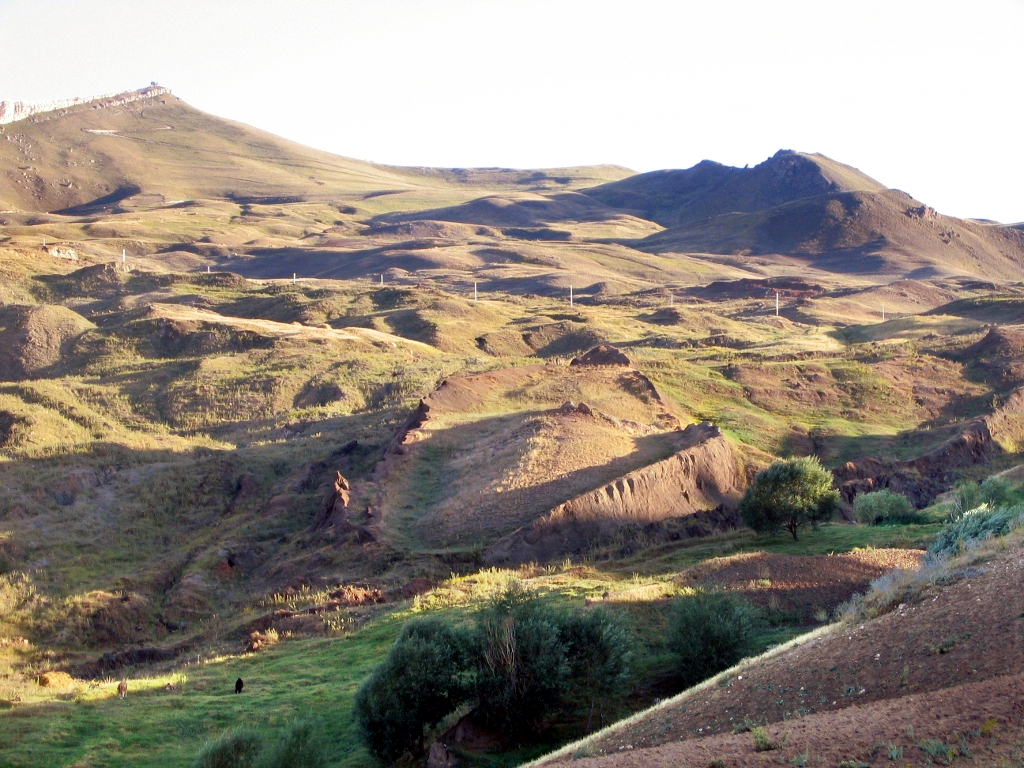
Предполагаемые останки Ноева ковчега около Тендюрека в Турции.

Другим гипотетическим местом нахождения ковчега является окрестность стратовулкана Тендюрек примерно в 30 километрах южнее горы Арарат в Турции (39°26′26″ с. ш. 44°14′04″ в. д.). Журнал «Лайф» в 1957 (по другим данным, в 1959) году опубликовал статью со снимками окрестностей стратовулкана Тендюрек, которые сделал с воздуха пилот турецкой армии капитан Ильхам Дюрупинар. На изображении есть непонятные формирования, напоминающие останки судна. Американский анестезиолог Рон Уайетт изучил фотографии, решил, что это и есть Ноев ковчег и в 1977 году нашел в горах Арарата то место, которое сфотографировал турецкий летчик. Лодкообразную формацию окружало что-то похожее на глиняные стенки, которые Уайетт объявил древесными остатками ковчега, к его мнению присоединились другие искатели. Эксперт по подводным находкам Дэвид Фэсселд по настоянию Уайетта передал образец породы профессору геологии Лари Коллинзу, который дал заключение, что образец этой глины не имеет ничего общего с окаменевшим деревом. После этого Фэсселд признал, что заключения Уайетта ошибочны. Несмотря на это, Рон Уайетт до конца жизни оставался фанатично уверенным, что нашёл Ноев ковчег. В 1987 году жители близлежащего городка Насар открыли в этом месте туристический центр.

#### В горах в Иране
Существует ещё несколько районов, которые различные организации, занимающиеся поиском ковчега, считают его потенциальным местонахождением.
Так христианская археологическая экспедиция «Bible Archaeology Search and Exploration Institute» (BASE) в 2006 году сообщила, что в Эльбурсских горах на северо-западе Ирана обнаружила деревянное образование, напоминающее Ноев ковчег. Однако профессор седиментологии Кевин Пикеринг предполагает, что это образование представляет собой окрашенные железом осадочные породы.

### Критика поисков ковчега на Арарате
На основании того, что название Арарат эквивалентно Урарту, местности и древнему государству севернее Ассирии, считается, что горы Араратские из ветхозаветной книги Бытия (Быт. 8:4) являются горами в Урарту, в которой находится и гора Арарат. Согласно Библейской энциклопедии Брокгауза, ничто не указывает на то, что ковчег пристал именно к современной горе Арарат.
Известный советский востоковед И. Ш. Шифман пишет, что «огласовка „Арарат“ — поздняя, впервые засвидетельствована в Септуагинте. Однако хронологически близкие к ней кумранские рукописи сохранили также вариант 'wrrt, предполагающий огласовку „Урарат“». В научном переводе Пятикнижия, сделанном Шифманом, соответствующее место Быт. 8:4) звучит так: «И остановился ковчег в седьмой месяц, в семнадцатый день месяца, у гор Урарту». Однако еврейский текст Библии имеет огласовки, сделанные в VII веке н. э. масоретами (хранителями иудейской традиции), и предлагает чтение названия горы (согласно этим огласовкам) как «Арарат».

### Противники поиска ковчега
В Средние века люди не решались искать ковчег. В самой средневековой Армении поиски ковчега осуждались, так как гора Арарат считалась святой, и искать там ковчег было равносильно кощунству.

## Ковчег в литературе и искусстве

### В литературе
- Кобо Абэ. «Ковчег „Сакура“» (1984). Роман о земле после ядерной войны.
- Владимир Маяковский. «Мистерия-буфф». Ковчег — одно из мест действий, наряду с раем, адом и землёй обетованной.
- Андрей Платонов. «Ноев ковчег» (1951). Незавершенная пьеса-мистерия.
- Джеральд Даррелл. «Новый Ной», «Перегруженный ковчег», «Ковчег на острове». Известный натуралист использует имя Ной и тему ковчега для заголовков книг о собирании животных.
- Джулиан Барнс. «История мира в 10½ главах». Сборник рассказов, объединённый библейскими мотивами.

Ноев Ковчег на государственном гербе Армении

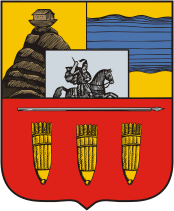
Ноев Ковчег (слева вверху) в гербе города Нахичевань (основанного, по легенде, Ноем) Грузино-Имеретинской губернии, 1843

### В музыке
- Бенджамин Бриттен. Опера «Ноев ковчег» (1958), для детей.
- Клип на песню «Forever Not Yours» норвежской поп-группы a-ha показывает недалёкое будущее и постройку похожего Ковчега.
- Обложка альбома «Гражданской обороны» «Зачем снятся сны?» — «Ноев Ковчег» с некоторыми изменениями в цветовой гамме.

### В кино
- Ноев ковчег (фильм, катастрофа, США, 1928)
- Библия (фильм, драма, Италия/США, 1966)
- Яйцо ангела (аниме, Япония, 1985)
- Безбилетники на Ноевом ковчеге (мультфильм, 1988)
- Ноев ковчег (мультфильм, 1994)
- Спригган (мультфильм, боевик, Япония, 1998)
- Ноев ковчег (фильм, 1999)
- Небесный капитан и мир будущего (фильм, дизельпанк, США/Великобритания/Италия, 2004)
- Ноев ковчег (мультфильм, VOX Film / VOX Video, 2007)
- Эван Всемогущий (фильм, комедия, США, 2007)
- 2012 (фильм, катастрофа, США/Канада, 2009)
- Ной (фильм, фэнтези/катастрофа/драма, США, 2014)
- Упс… Ной уплыл! (мультфильм, 3D-комедия, Бельгия/Ирландия/Германия/Люксембург, 2015).
- Звериный рейс (мультфильм, мюзикл, Бразилия/Индия, 2024).

### Документальные фильмы
- Ноев Ковчег. Подлинная история. — Noah’s Ark: The Real Story (BBC, 2004)
- Загадки Библии: В поисках Ноя. — Riddles of the Bible: Search of Noah (National Geographic, 2006)
- Ноев ковчег. В поисках смысла (Неизвестная планета, 2008).

### В геральдике
- Ноев Ковчег изображён на государственном гербе Армении, на гербах Армянской области[36] и Грузино-Имеретинской губернии[36] Российской Империи, а также городов, входивших в Армянскую область[36] и Грузино-Имеретинскую губернию[36] (верхняя часть щита).